# Marco Nummio Albino
Marco Nummio Albino signo Triturrio (latino: Marcus Nummius Albinus signo Triturrius; fl. 345) è stato un politico romano, console dell'Impero.
Era il padre di Nummio Secondo.
In quella che doveva essere la domus di famiglia è stata ritrovata la base di una statua dedicata a Triturrio dal figlio (CIL VI, 1748), e la cui iscrizione attesta la carriera di Nummio Albino: era un vir clarissimus, questore candidato (cioè designato dall'imperatore), pretore urbano, comes domestico del primo ordine e due volte console. Fu console posterior nel 345, con Flavio Amanzio; il suo secondo consolato dovrebbe essere stato da suffetto, successivo a quell'anno.